# しあわせ鳥見んぐ
『しあわせ鳥見んぐ』（しあわせとりみんぐ）は、わらびもちきなこによる日本の漫画作品。『とり』とめのない日々から切り取る小さな『しあわせ』が沢山詰まった芸大生×鳥見ガチ勢のバードウォッチング4コマである。『まんがタイムきらら』（芳文社）にて2020年7月号から9月号でゲストとして掲載され、同年11月号から連載中。

## あらすじ
みちのく芸大に通う宮内すずは、大学の作品講評会で自身の作品を「色がない」と酷評されてしまう。描きたいモチーフが決まらず悩んでいたとき、あるきっかけでバードウォッチャーの時庭翼と知り合い、鳥見（バードウォッチング）について熱く語る姿に影響されて鳥の絵を描くようになった。自身も初心者ではあるが鳥見を始めることになる。

## 登場人物

### 主要人物
宮内 すず（みやうち すず）
みちのく芸術大学油絵科の2年生で、翼に会い、鳥見に目覚めた初心者鳥見人。翼がハシブトガラスとハシボソガラスの違いを説明している時に「トリさんぽch」を教えてもらいそのchのファンになった。天真爛漫で明るく素直な性格である。
初期構想では社会人だったが、他のキャラクターと予定を合わせやすくするために大学生という設定になった。
時庭 翼（ときにわ つばさ）
すずたちとは別の大学に通う、ごく普通の大学生。 飛島出身で中学生当時は島に残った唯一の子どもだった。父親が働いている診療所の閉鎖により、山形市内の病院に転勤になり、苦渋の決断の末、ついていくことを選択し、本土に渡り、ひなの中学校に転校してきたという過去を持つ。深い青色の髪が特徴の鳥オタクであり、バードウォッチングをこよなく愛する鳥見のガチ勢である。見た鳥は200種いかないくらいで、鳥のことになると早口になる。鳥の着ぐるみを着て動画配信をしている。割りと面倒見のよい性格である。すずとの出会いは、すずめを観察している時で、木からすずめを覗く様子からのぞき魔と間違えられた。動画を配信していることをすずや岬たちにばれたくないと思っていたが、勢いですずにchの存在を教えてしまったり、鳥のことを説明する時に語尾に「だっぴ」をつけてしまったりしていた。ついには、すずと岬が偶然同じ場所に来ていた動画の撮影時に着ぐるみの頭がとれてしまい、すずには正体が隠せていなかったことを知った。鳥見メンバーでは唯一の自家用車持ちで、スズキ・ハスラー J STYLEに似た軽自動車を単独での鳥見や他の鳥見メンバーとの移動に使用する。

### みちのく芸大の生徒
荒砥 岬（あらと みさき）
すずが鳥見の最中に出会ったみちのく芸大の写真科の生徒。おじいさんが有名な写真家で、本人も進級展にて優秀賞に選ばれるほどの写真を撮る実力があり、この学校の有名人である。炭火やきとり屋でバイトしており、接客は塩対応である。鳥が人やカメラを警戒しないようなありのままの自然な姿を切り取って撮ることをコンセプトにしている鳥専門の写真家である。普段は鳥の写真をツイートしている。すずとの会話により隠れトリさんファンだと分かる。ホンダ・ハンターカブに似た形の二輪車を愛用。
梨郷 あやめ（りんごう あやめ）
すずと同じゼミで一つ上の先輩。成績優秀で先生からの信頼も厚い。

### 翼の友達や知り合い、親族
今泉 ひな（いまいずみ ひな）
県内有数の果樹農園「今泉フルーツファーム」の一人娘であり、有名宝飾メーカーの10万オーバーモデルの双眼鏡を買うほどのお金持ちである。中学生の頃に山形市内に転校してきた翼と知り合い、以後大学まで一緒。こてこての山形弁を話す。鳥見は翼と数回やったことがあり、基本的な鳥であれば名前がわかる。翼が「トリさんぽch」をやっていることを知っている。
大塚 あすか（おおつか あすか）
すずと翼が参加した野鳥会の案内役。翼が飛島にいた時は春と秋の渡りの時に毎年やってくる渡り鳥のような人であったため、翼とはその時からの仲である。海越え山越え旅鳥のごとく鳥見をしている。本人曰く、見た鳥は300種以上で財布の中がシジュウカラらしい。
翼のおじいちゃん、おばあちゃん
飛島にある「旅館 とびしま」を経営している。島民の減少や観光客の減少、年とあり近々旅館を閉めようと考えている。

## 用語

### トリさんぽch
もっとたくさんの人に野鳥の魅力を知ってもらいたいとトリさんが配信しているチャンネル名である。
チャンネルの登録者数や再生数は伸びないもののコアなファンがいる。
トリさん
「とりさんぽch」の動画内でのキャラクターであり、語尾に「〜だっぴ」をつけている。実は、時庭 翼（本人）であり、鳥の着ぐるみを被り、T（とり）チューバーとしてこの姿で活動している。

#### 登場する動画のテーマ
・野鳥観察入門編～ブトとボソを見分けて鳥見族になろう～
・野鳥観察準備編～鳥見に出かける準備をしよう～
・フィールドマナー講座
・ジョウビタキについて
・鳥見の心得
・ラムサール条約について
・フィールドサインについて
・地味な見た目でも美声ウグイス

### 登場する施設や場所
・宮城県伊豆沼・内沼サンクチュアリセンター （宮城県栗原市）
・霞城公園（山形市）
・さかた海鮮市場（山形県酒田市）
・とびしまフェリーターミナル（上に同じ）
・飛島（上に同じ）

### 登場する用語
・フィールドノート… 野帳のこと。本作では野鳥の記録に使っている。
・団子の木 … 小正月に団子を付けた木を飾り豊作などを願う山形県の伝統行事。
・フィールドサイン … 野外での鳥などの生き物の痕跡のこと
・ホッピング … ジャンプして移動する鳥の歩き方
・ドラミング … 鳥の求愛や縄張りアピールのこと
・フィールドスコープ
・スマスコ（スマートフォンスコープ） … スマートフォンとスコープを合体させたもの。簡単に超望遠鏡撮影（望遠鏡ごしの撮影）ができる。
・ライファー … その人にとって人生で初めて見た野鳥のこと。
・ライフリスト … 見たもの（ここでは野鳥）の種類のリストのこと。
・ディスプレイ・フライト …オスが求愛や縄張り宣言をしながら空高く舞うこと。繁殖期にみられる行動。

## 本作品にて紹介された鳥
・スズメ
・カワセミ
・カラス科 … ハシブトガラス、ハシボソガラス
・カモ科 … カルガモ、オシドリ、マガモ、コガモ、ハシビロガモ、マガン、オオハクチョウ、コハクチョウ
・セキレイ科 … キセキレイ、ハクセキレイ、セグロセキレイ
・アトリ
・ツグミ科 … ジョウビタキ
・シジュウカラ科 … シジュウカラ、ヒガラ、コガラ、ハシブトガラ
・キツツキ科 … コゲラ、アオゲラ
・タカ科 … イヌワシ、トビ、ノスリ、オオタカ、ハイタカ、オジロワシ、ノスリ
・ハヤブサ科 … ハヤブサ、チョウゲンボウ
・ヒタキ科 … ツグミ
・エナガ科 … エナガ、シマエナガ
・ヒヨドリ
・ヒバリ
・メジロ
・ハト科 … カワラバト、カラスバト
・ウミネコ
・トウゾクカモメ
・オオルリ
・ハヤブサ
・アマツバメ
・ホオジロ科 … アオジ、ノジコ
・ウミウ
・ウトウ

## 作風
バードウォッチャーの聖地とされる場所があることや、宮城県の伊豆沼への車での交通などが簡単であることから、作者のわらびもちが在住する山形県が舞台となっている。きらら作品のキャラクターは女子高生が多いが、本作ではバードウォッチングを取り扱ううえで、インプットだけでなくアウトプットの要素を取り入れるため、女子高生よりも専門的に学んでいる芸大生の方が説得力があると考え、また時間の面や金銭面でも自由度がより高いことから、大学生が主なキャラクターとなっている。タイトルは、当初は「鳥見」に「ing（〜をすること）」を足した「鳥見んぐ」と「トリミング」を掛けた「鳥見んぐ」だけだったが、童話の『幸せの青い鳥』を本作の根幹で意識していたことから現在のものになった。
わらびもちは、四角のコマをひとつの画面に見立てて、カメラの長回しのように連続した時間の流れを描くといった、映像を撮るような感覚で漫画の構図を考えることがあり、キャラクターと読者の視線移動のシンクロなど、バードウォチングという題材に沿った工夫を行うよう意識している。

## 制作背景
作者のわらびもちの前作『佐藤さんはPJK』の連載終了が決まり、当時の担当編集から次回作はギャグではない方向にしてみてはと提案を受け、ちょうどわらびもちが始めていたバードウォッチングが本作の主軸となった。

## 書誌情報
- 『しあわせ鳥見んぐ』 芳文社〈まんがタイムKRコミックス〉、既刊3巻（2024年5月27日現在）
  1. 2021年10月27日発売[23][24]、ISBN 978-4-8322-7318-4
  2. 2022年12月26日発売[23]、ISBN 978-4-8322-7427-3
  3. 2024年5月27日発売[23]、ISBN 978-4-8322-9549-0
- 『しあわせ鳥見んぐ』（芳文社／まんがタイムきらら）とのコラボ号！ わらびもちきなこ先生描き下ろしのイラスト表紙、『しあわせ鳥見んぐ』作品インタビュー、先生のオススメ鳥見散歩コース紹介など盛りだくさん！“BIRDER 11月号”.   BIRDER. 2021年11月4日閲覧。

## タイアップ
叡山電鉄
2024年9月14日から2025年1月26日まで、本作のヘッドマークを掲出したデオ710形電車の運行、コラボポスターの掲出などのイベントが実施された。
定期船「とびしま」
2024年11月16日から2025年9月まで、本作2巻の舞台となった定期船「とびしま」とのコラボ企画が実施されている。本作のキャラクター時庭翼と宮内すずの3m大の書き下ろしイラストを纏ったラッピング船が運行し、船内には等身大パネルやオリジナルポスターなども展示されている。